# Lavoir du centre de Mollans
Le lavoir du centre de Mollans est un lavoir situé à Mollans, en France.

## Description
L'édifice, construit en pierre de taille, comprend un lavoir couvert sous une halle portée par des colonnes doriques (rondes coté rue, carrées coté mur) et accolée au milieu de la façade, une fontaine circulaire avec pile de jet centrale ornée de motifs sculptés, dont le bassin se prolonge de part et d'autre par un abreuvoir. 

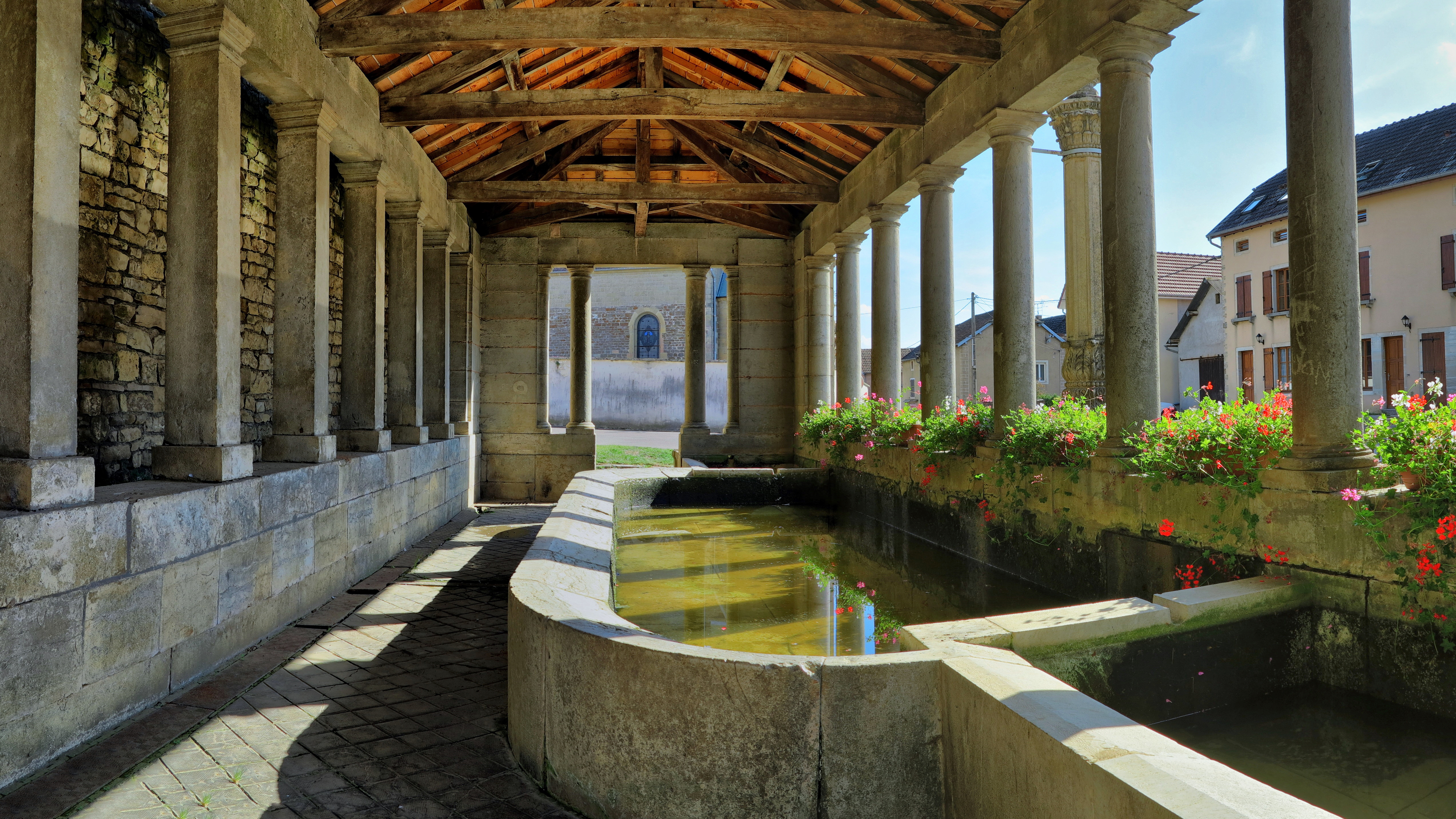
Vue intérieure du lavoir.

## Localisation
Le lavoir est situé sur la commune de Mollans, dans le département français de la Haute-Saône.

## Historique
Le lavoir est construit en 1849 par l'architecte Jean Baptiste Colard, en remplacement d'un lavoir préexistant.
L'édifice est inscrit au titre des monuments historiques en 2008.